# József Kőrösy

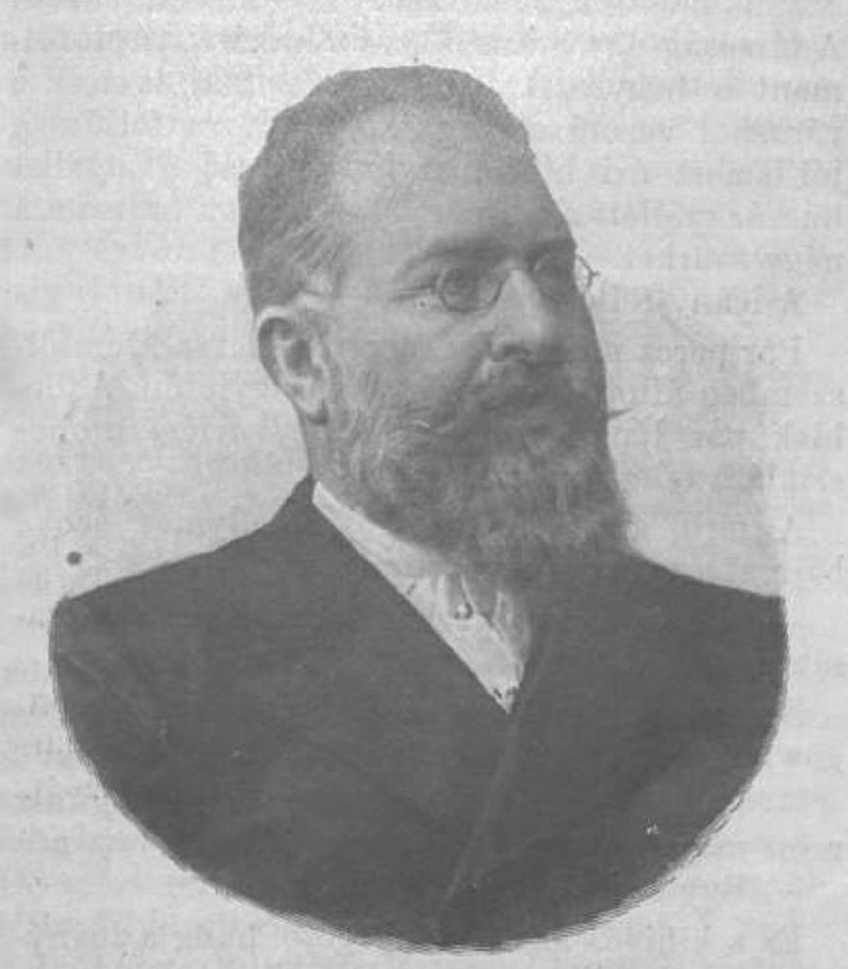
József Kőrösy.

József Kőrösy, adlad de Száantó, född 20 april 1844 i Pest, död 23 juni 1906 i Budapest, var en ungersk statistiker.
Kőrösy började sin bana som journalist, men blev vid 25 års ålder chef för Budapests då inrättade statistiska byrå, vars organisatör han blev och vars ledning han behöll till sin död. Han var en av sin tids främsta statistiker och utförde många praktiskt användbara utredningar, särskilt vad gäller Budapest och dess hygieniska förhållanden.  Inom kommunalstatistiken erhöll han redan 1872, tillsammans med Richard Böckh, av Statistiska kongressen uppdrag att utarbeta den del av "Statistique Internationale", som behandlar "les grandes villes" (storstäderna); efter dess fullbordande fortsatte han den finansiella avdelningen av arbetet genom sin Bulletin annuel des finances des grandes villes (1877-86). Som forskare ägnade han sig främst åt nativitets- och mortalitetsstatistiken och bidrog till utarbetande såväl av dess teori som praxis. Han var en av stiftarna av International Statistical Institute och en av dess mest verksamma medlemmar. 
Kőrösy var ungersk patriot och uppfattade slaviseringen av dåvarande norra Ungern (nuvarande Slovakien) som en nationell fara. Efter att han fäst uppmärksamheten vid detta försökte den ungerska regeringen att motverka denna slavisering, i vissa fall med medel, som fick negativ uppmärksamhet i Västeuropa. I samband med Österrike-Ungerns upplösning 1918 och bildandet av republiken Tjeckoslovakien miste dock den ungerska regeringen kontrollen över området.